# المنارة الموقدة
المنارة الموقدة أو منارة موجدة وهي أحد المعالم التاريخية والأثرية في مدينة كربلاء المقدسة. تقع إلى الغرب من مدينة كربلاء في وسط الصحراء، وتبعد عنها بنحو 40 كيلومتر مربع ولا يعرف تاريخ بناءها أما عن شكلها فيها أسطوانية الشكل قاعدتها مربعة يبلغ أرتفاعها أكثر من 30م2 عن سطح الأرض.